# Leiurus quinquestriatus
Leiurus quinquestriatus  (лат.) — вид скорпионов из семейства Buthidae.

## Описание
Общая длина тела составляет в среднем от 30 до 77 мм. Взрослые особи длиной от 80 до 110 мм. Самцы, как правило, меньше, тоньше и слабее чем самки. Окраска тела от соломенно-жёлтого до жёлто-оранжевого цвета.

## Распространение
Вид распространён в Северной Африке, Турции и на Аравийском полуострове. Он живёт в сухих пустынных областях с разным типом почвы, избегая песчаные дюны. Прячется в щелях и расщелинах и под камнями, зарываясь в глубину до 20 см.

## Яд
Яд этого вида представляет собой мощное объединение нейротоксинов, летальная доза которого составляет от 0,16 до 0,50 мг/кг. Ужаление скорпиона является очень болезненным, но, к счастью, чаще, не смертельным, за исключением таких групп, как дети, люди с ослабленным здоровьем или с заболеванием сердца. Существует также риск развития анафилактического шока. В смертельных случаях окончательной причиной смерти был отёк легких.
Один из компонентов яда, пептид хлоротоксин, является ключевым компонентом в лечении некоторых опухолей головного мозга человека.